# La Chapelle-Montabourlet
La Chapelle-Montabourlet är en kommun i departementet Dordogne i regionen Nouvelle-Aquitaine i sydvästra Frankrike. Kommunen ligger i kantonen Verteillac som tillhör arrondissementet Périgueux. År 2022 hade La Chapelle-Montabourlet 57 invånare.

## Befolkningsutveckling
Antalet invånare i kommunen La Chapelle-Montabourlet
Referens:INSEE